# 臺灣蕈珊瑚
臺灣蕈珊瑚（学名：Fungia (Pleuractis）为蕈珊瑚科蕈珊瑚屬下的一个种。臺灣蕈珊瑚為台灣特有種生物，於1991年首次被描述。国际自然保护联盟將該物種列為易危物種。